# بوي (الألب البحرية)
بوي (بالفرنسية: Beuil)‏ هي بلدية فرنسية تقع في إقليم الألب البحرية من منطقة بروفنس ألب كوت دازور في جنوب شرق فرنسا. تبلغ مساحة هذه المدينة 75.65 (كم²)، وترتفع عن سطح البحر م، يبلغ عدد سكانها 493 نسمة حسب إحصاء المعهد الوطني للإحصاء والدراسات الاقتصادية سنة 2009 م. وترأس Raymond Ricci البلدية خلال فترة (2008-2014).

## أعلام
- جوزيف غارنييه

## وصلات خارجية
- صفحة البلدية على موقع المعهد الوطني للإحصاء والدراسات الاقتصادية